# 21 tháng 12
Ngày 21 tháng 12 là ngày thứ 355 (356 trong năm nhuận) trong lịch Gregory. Còn 10 ngày trong năm.Trong tiết khí, ngày này hoặc ngày 22 tháng 12 là ngày đông chí.

## Sự kiện
- 69 – Viện nguyên lão tuyên bố Vespasianus là Hoàng đế La Mã, vị hoàng đế cuối cùng trong năm tứ đế.
- 1832 – Quân Ai Cập giành thắng lợi quyết định trước quân Ottoman tại Trận Konya diễn ra tại lãnh thổ nay thuộc Thổ Nhĩ Kỳ.
- 1919 – Nhân vật vô chính phủ người Mỹ Emma Goldman bị trục xuất đến Nga.
- 1936 – Máy bay ném bom Ju 88 của Đức có chuyến bay thử nghiệm đầu tiên.
- 1937 – Phim hoạt hình Nàng Bạch Tuyết và bảy chú lùn được trình chiếu tại Los Angeles, phim đầu tiên trong loạt phim hoạt hình kinh điển của Walt Disney.
- 1941 – Chiến tranh thế giới thứ hai: Một hiệp ước chính thức về đồng minh giữa Thái Lan và Nhật Bản được ký kết tại Wat Phra Kaew, Thái Lan.
- 1944 – Chiến tranh thế giới thứ hai: Trận chiến vịnh Ormoc tại Philippines kết thúc với thắng lợi của Quân đội Hoa Kỳ trước Quân đội Nhật Bản.
- 1949 – Đoàn chủ tịch Xô viết Tối cao Liên Xô ra nghị quyết hình thành Giải thưởng Quốc tế Stalin vì sự củng cố hòa bình giữa các dân tộc
- 1995 – Quyền kiểm soát thành phố Bethlehem được Israel chuyển giao cho Chính quyền Quốc gia Palestine
- 2021 – Tòa án Công lý châu Âu (ECJ) tuyên bố UEFA và FIFA đã hành động trái luật cạnh tranh tại châu Âu khi ngăn chặn việc thành lập Super League vào năm 2021 đồng nghĩa với việc chiến thắng nghiêng về dự án Super League do chủ tịch Florentino Perez của Real Madrid đứng đầu

## Sinh
- 1804 – Benjamin Disraeli, chính khách người Anh, Thủ tướng Anh Quốc (m. 1881)
- 1833 – Walther Bronsart von Schellendorff, tướng lĩnh người Đức (m. 1914)
- 1897 – Iosif Stalin (sinh nhật chính thức), lãnh đạo Liên Xô (m. 1953)
- 1896 – Konstantin Rokossovsky, tướng lĩnh người Ba Lan-Liên Xô, tức ngày 3 tháng 12 theo lịch Julius (m. 1968)
- 1917 – Heinrich Böll, nhà văn người Đức, đoạt giải Nobel (m. 1985)
- 1918 – Kurt Waldheim, chính khách người Áo, Tổng thống thứ 9 của Áo, Tổng thư ký Liên Hợp Quốc (m. 2007)
- 1932 – Dư Quốc Đống, Trung tướng Quân lực Việt Nam Cộng hòa (m. 2008)
- 1936 – Hùng Cường, ca sĩ, nghệ sĩ cải lương, kịch sĩ và diễn viên điện ảnh người Việt Nam. (m. 1996)
- 1937 – Jane Fonda, diễn viên người Mỹ
- 1940 – Frank Zappa, nhạc sĩ người Mỹ (m. 1993)
- 1942 – Hồ Cẩm Đào, chính khách người Trung Quốc, Chủ tịch nước Cộng hòa Nhân dân Trung Hoa và Tổng Bí thư Đảng Cộng sản Trung Quốc
- 1944 – 
  - Trịnh Tiêu Du, nhà ngoại giao người Trung Quốc (m. 2007)
  - Hwang Jeong-ri, võ sư và diễn viên người Hàn Quốc
- 1947 – Ngô Văn Dụ, chính khách người Việt Nam
- 1948 – Samuel L. Jackson, diễn viên người Mỹ
- 1953 – Nguyễn Tấn Quyên, chính khách người Việt Nam
- 1954 – Chris Evert, vận động viên quần vợt người Mỹ
- 1966 – Kiefer Sutherland, tác gia, đạo diễn và nhà sản xuất người Anh-Canada
- 1967 – Mikhail Saakashvili, chính khách người Gruzia, tổng thống thứ ba của Gruzia
- 1969 – Julie Delpy, diễn viên, người mẫu, đạo diễn, và nhà biên kịch người Pháp-Mỹ
- 1984 - Minh Vương, ca sĩ kiêm nhạc sĩ người Việt Nam, thành viên cựu nhóm nhạc M4U

## Mất
- 72 – Tôma Tông đồ (s. 1 CN)
- 1375 – Giovanni Boccaccio, tác gia và thi nhân người Ý (s. 1313)
- 1576 – Gerolamo Cardano,  nhà toán học, thầy thuốc, nhà chiêm tinh học người Ý (s. 1501)
- 1807 – John Newton, chiến binh và tu sĩ người Anh (s. 1725)
- 1839 – Anrê Dũng Lạc, linh mục Công giáo Rôma người Việt Nam (s. 1795)
- 1873 – Francis Garnier, nhà thám hiểm người Pháp (s. 1839)
- 1937 – Frank Billings Kellogg, chính khách người Mỹ, Bộ trưởng Ngoại giao Hoa Kỳ, đoạt giải Nobel Hòa bình (s. 1856)
- 1939 – Wen Ho Lee, nhà khoa học và gián điệp người Mỹ gốc Đài Loan
- 1940 – F. Scott Fitzgerald, nhà văn người Mỹ (s. 1896)
- 1945 – George S. Patton, tướng lĩnh người Mỹ (s. 1885)
- 1967 – Nam Trân, nhà thơ người Việt Nam (s. 1907)
- 1968 – Vittorio Pozzo, huấn luyện viên bóng đá người Ý (s. 1886)
- 1986- Đinh Đức Thiện,thứ trưởng bộ quốc phòng Việt Nam(s.1914)
- 1992 – Quách Tấn, nhà thơ người Việt Nam (s. 1910)
- 2005 – Viễn Phương, nhà văn, nhà thơ người Việt Nam (s. 1/5/1928)
- 2006 – Saparmurat Niyazov, tổng thống đầu tiên của Turkmenistan (s. 1940)
- 2009 – Christos Lambrakis, doanh nhân người Hy Lạp (s. 1934)
- 2009 – Edwin G. Krebs, nhà hóa sinh học người Mỹ (s. 1918)
- 2010 – Enzo Bearzot, HLV người Ý - vô địch WC 1982 (s. 1927)